# Інцидент з червоним прапором
Інциде́нт з черво́ним пра́пором (яп. 赤旗事件, あかはたじけん, акахата дзікен; 22 червня 1908) — випадок придушення соціалістів і анархістів в Японській імперії наприкінці періоду Мейдзі.

## Короткі відомості
22 червня 1908 року японські соціалісти влаштували святкування з нагоди виходу з в'язниці свого колеги Ямаґуті Кокен (山口 孤剣) а у кінотеатрі Кінкікан району Канда в Токіо. Поліція призупинила цей захід і святкуючі перемістилися на вулицю. Соціалісти виставили для показу правим парламентаристам червоний прапор із білим написом «анархо-комунізм» і заходилися співати «Інтернаціонал». На неодноразові прохання поліції припинити демонстрацію святкуючі то згортали прапор, то піднямали його знову, коли поліційські відходили. В результаті нехтуваннь попердженнями, 15 осіб було заарештовано.
В поліції цей випадок передставили як масштабний антиурядовий мітинг, за який соціаліст Осуґі Сакае (大杉 栄) отримав 2,5 роки ув'язнення, Сакаї Тосіхіко (堺 利彦) і Ямакава Хітосі (山川 均) — 2 роки, а Арахата Кансон (荒畑 寒村) — 1,5 років.